# Taleb Larbi (distrito)
Taleb Larbi é um distrito localizado na província de El Oued, Argélia, e cuja capital é a cidade de mesmo nome, Taleb Larbi. A população total do distrito era de 15 130 habitantes, em 2008. É o maior distrito por área, mas o menor pela população, na província. Suas três maiores comunas têm as maiores taxas de crescimento populacional na província.

## Comunas
O distrito é composto por três comunas:
- Taleb Larbi
- Ben Guecha
- Douar El Ma